# 국도 제10호선 (핀란드)
국도 제10호선(핀란드어: Valtatie 10, 스웨덴어: Riksväg 10)은 핀란드의 투르쿠에서 툴로스를 사이에 이어주는 총 연장 167km의 거리를 가진 핀란드의 일반 국도이다. 또한 해당 도로는 국도 제2호선과도 연결된다.